# 王寵惠內閣
王寵惠內閣，以王寵惠為閣揆，成立於民國11年（1922年）9月19日，結束於同年11月29日。
「法統重光」後，由於直系保派津派处处给黎元洪大總統设置障碍，先前兩屆內閣（周自齐、颜惠庆）都很快下台。之后，吳佩孚主張內閣成員應該由參加過華盛頓會議的代表和「好政府主義」的支持者組成，以改善政府形象。於是老同盟會成員、與胡適一起提倡「好政府」的王寵惠成為國務總理的人選。
1922年9月王閣成立後，閣員大多公共形象良好，包括華盛頓會議的代表王寵惠和顧維鈞、提倡「好政府主義」的羅文幹和湯爾和，因此一開始被社會輿論寄予較大期望，時人稱為「好人內閣」。胡適等人建議政府實現憲政、整頓國務、公開政務。但是這些期盼最終也沒有得到實現，王寵惠政府在軍閥的指揮下只能做「擋債借錢的事」，為直系籌備軍餉。
由於王寵惠惟吳佩孚之命是從，使曹錕、吳景濂為之不滿，他們積極倒閣。11月18日，眾議院議長吳景濂和副議長張伯烈以財政總長羅文幹在簽訂「華義借款」合同時，沒有經過國會和總理的批准即簽字，涉嫌受賄，要求黎元洪將其逮捕（即「羅文幹案」）。曹錕稍後也通電支持國會嚴查此案，得到各地不滿吳佩孚的都督的相應。吳佩孚在壓力下最終讓步。11月29日，王寵惠內閣請辭。

## 內閣成員
| 職位     | 姓名   | 備注 |
| -------- | ------ | ---- |
| 國務總理 | 王寵惠 |      |
| 外交總長 | 顧維鈞 |      |
| 內務總長 | 孫丹林 |      |
| 財政總長 | 羅文幹 |      |
| 陸軍總長 | 張紹曾 |      |
| 海軍總長 | 李鼎新 |      |
| 司法總長 | 徐謙   |      |
| 教育總長 | 湯爾和 |      |
| 農商總長 | 高凌霨 |      |
| 交通總長 | 高恩洪 |      |